# Drzewo życia (film 1999)
Drzewo życia – amerykański film familijny w reżyserii Duane’a Clarka z 1999 roku.
Film opowiada o losach 10-letniego chłopca, który bardzo lubi przychodzić pod pewien stary dąb. Pewnego dnia dowiaduje się, że na miejscu tego drzewa ma powstać fabryka, mająca wyciągnąć małe miasteczko z kryzysu finansowego. Organizuje akcję protestacyjną. Na początku nikt nie zwraca na niego uwagi, lecz gdy do akcji włącza się poważany w mieście weteran wojenny, całe miasteczko postanawia uratować stary dąb.